# Kami

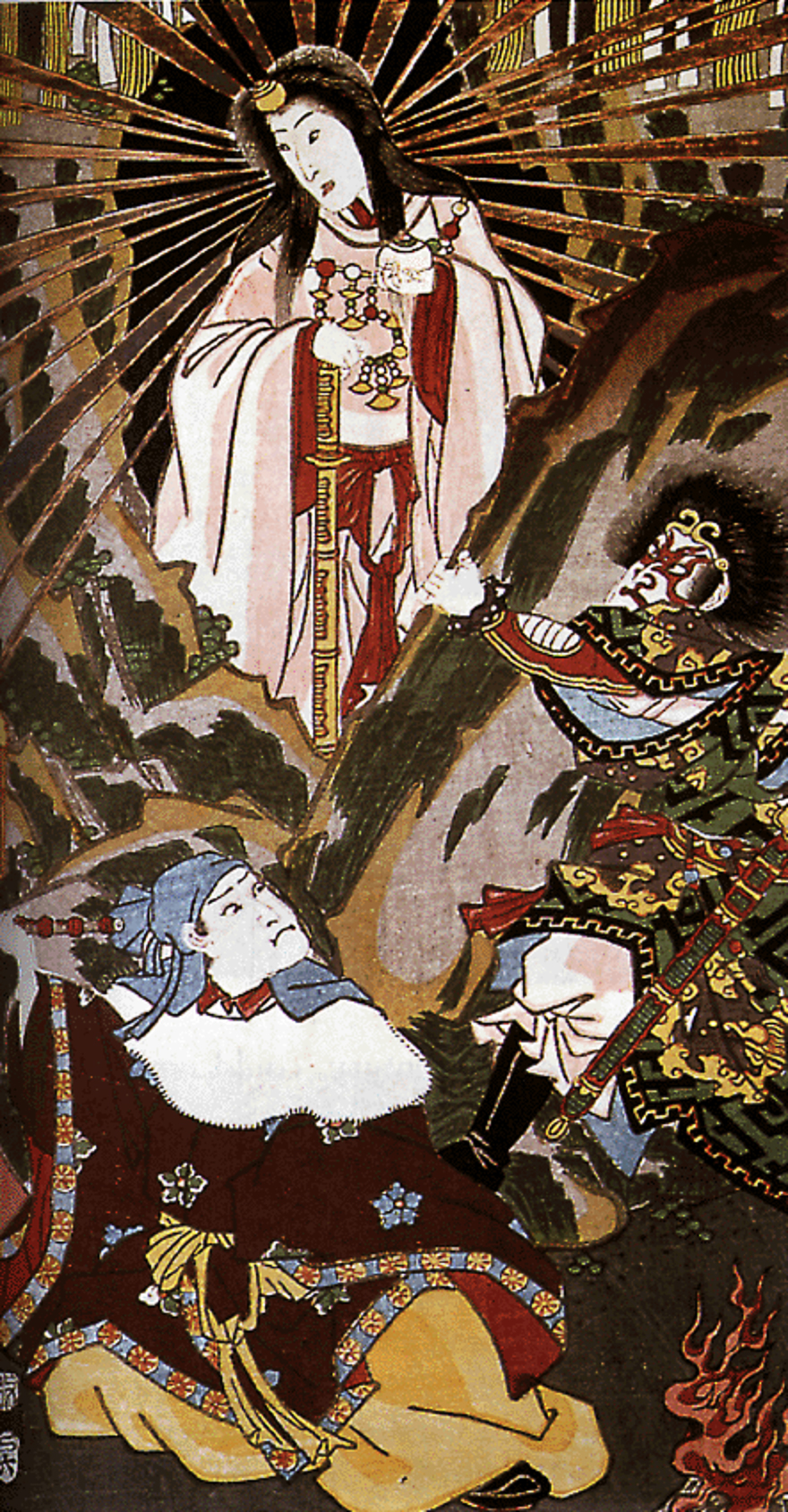
Amateraszu, az egyik központi kami

A kamik (神) a japán eredetű sintó vallásban a tisztelet tárgyai, amelyek az európai felfogástól eltérően istenek, szellemek, az ősök lelkei egyaránt lehetnek. Mivel kamiként minden külön cselekedet és teremtmény tisztelhető, a kamik száma potenciálisan végtelen; ahogy egy helyi mondás tartja: Japán a „nyolcmillió kami országa”. Megjegyzendő, hogy a japán nyelv nem tesz különbséget az egyes és többes szám között, így a kami szó egyszerre használatos egy bizonyos istenség és sok együttes megnevezésére.

## Fajtái
A kami lehet:
- természeti erő: az energia megtestesülése különböző tárgyakban és helyeken, az életerő, a világban megjelenő spiritualitás és szellem;
- istenség: nagyjából megfelel az európai istenfogalomnak, a teremtők és a spirituális energia birtoklóinak csoportja;
- lélek: a befolyásos és tehetséggel megáldott emberek szellemei, akik haláluk után kamivá lényegülve továbbra is befolyással vannak a világra;
- szellemek: bizonyos emberek, élőlények, helyek, tárgyak, jelenségek, cselekedetek túlvilági megtestesítői, őrei.